# (33330) Barèges
Pour les articles homonymes, voir Barèges (homonymie).
(33330) Barèges est un astéroïde de la ceinture principale aréocroiseur.

## Description
(33330) Barèges est un astéroïde aréocroiseur. Il présente une orbite caractérisée par un demi-grand axe de 2,18 UA, une excentricité de 0,24 et une inclinaison de 1,2° par rapport à l'écliptique.

## Compléments